# Massaker von Lippach

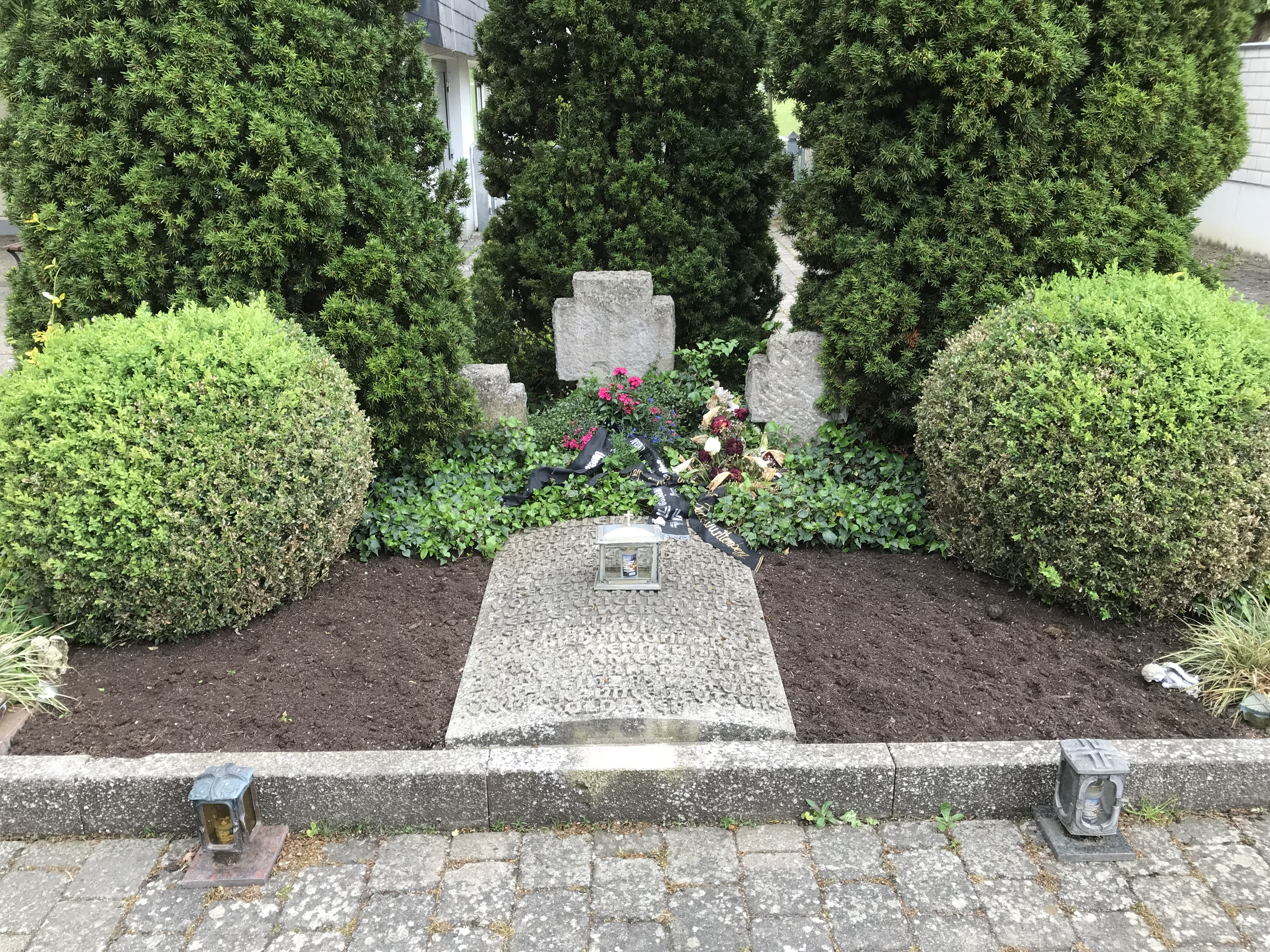
Gemeinschaftsgrab der 36 Soldaten auf dem Friedhof von Lippach

Das Massaker von Lippach war ein Kriegsverbrechen der US Army, das sich am 22. April 1945 in Lippach (heute zur Gemeinde Westhausen gehörig) in der Nähe von Aalen (Württemberg) ereignete und 36 Todesopfer der Waffen-SS forderte, die dem Ellwanger 6. SS-Panzergrenadier-Ausbildungs-Ers.-Bat. 3 angehörten.

## Ablauf der Ereignisse
Am Morgen des 22. April stießen Soldaten des 23rd Tank Battalion, die an der rechten Flanke der 12th Armored Division „Hellcats“ vorrückten, bei Lippach auf etwa dreihundert Rekruten der Waffen-SS. Der Angriff erfolgte kurz vor Mittag. Die amerikanischen Panzertruppen gerieten bald in eine schwierige Lage, da die Deutschen mit heftigem Gewehr-, Panzerfaust-, Artillerie- und Nebelwerferfeuer antworteten. Erst um 16 Uhr gelang es den US-Soldaten, den deutschen Widerstand zu brechen und in Lippach einzudringen.
Beim Beschuss von Lippach gerieten elf Gebäude, Wohnhäuser und Ställe in Brand. 80 Stück Vieh verbrannten. Während die deutschen Offiziere und die meisten Soldaten die Flucht ergriffen, blieben etliche junge Soldaten, als Ersatz ohne Kampferfahrung beschrieben, zurück und begaben sich in Kriegsgefangenschaft.
Während der Großteil der amerikanischen Panzertruppen rasch weiter nach Lauchheim zog, durchsuchte die 3rd Provisional Company, eine Einheit von Afroamerikanern, das Dorf nach versteckten feindlichen Soldaten. Dabei stießen sie auf ein Alkohollager. Etwa fünfundzwanzig betrunkene GIs trieben anschließend eine Gruppe von Kriegsgefangenen durch die Straßen des Dorfes und schlugen sie auf dem Weg zum Friedhof. Ermittler fanden später sechs Deutsche mit eingeschlagenen Schädeln am Friedhofseingang, weitere zehn, die meisten mit Kopfschüssen, auf einer Wiese am Ortsrand, und andere, die in den Rücken geschossen oder von Panzerketten zerquetscht worden waren. „Mann für Mann wurden ihnen die Schädel eingeschlagen oder das Genick durchschossen“. Die US-Soldaten sollen auch versucht haben, zwei der Besiegten lebendig mit einer Kreissäge zu töten, was jedoch scheiterte, weil der Strom ausgefallen war.
Anschließend wandten sich die schwarzen GIs gegen die wehrlosen Zivilisten von Lippach. Etwa zwanzig Frauen im Alter zwischen 17 und 40 Jahren sollen vergewaltigt worden sein, bevor das Wüten ein Ende fand. Der örtliche Pfarrer konnte einige Vergewaltigungen verhindern, indem er Frauen versteckte. 
Insgesamt verloren 36 Waffen-SS-Männer in Lippach ihr Leben, etwa zwei Drittel davon erst nachdem die Kampfhandlungen bereits beendet waren. Zehn Tote konnten nicht identifiziert werden; die anderen 26 sind namentlich bekannt, da ein Anwohner die Ausweise und Erkennungsmarken bergen konnte. Mit Ausnahme eines älteren Soldaten (geboren 1909) waren die namentlich bekannten Opfer bis zu 20 Jahre, zehn von ihnen erst 16 Jahre alt. Sie stammten nicht aus der Region, sondern aus dem gesamten damaligen Großdeutschen Reich, beispielsweise aus Berlin, Oberhausen, Görlitz, Oberschlesien oder Niederösterreich.
Die 36 Toten wurden auf dem Friedhof von Lippach in einem Gemeinschaftsgrab (→ Lage) beigesetzt. Die Gräberliste ist im Landesarchiv Baden-Württemberg einzusehen. Die damaligen Ereignisse sind in einer Ortschronik, einigen regionalen Zeitungsartikeln und in einem Buch von Helmut Veeh dargestellt worden. Eine Darstellung eines amerikanischen Autors mit Verweis auf weitere amerikanische Quellen findet sich bei Stephen G. Fritz.

### Gräberliste der 36 Toten
| Nr.     | Nachname                 | Vorname            | Geboren am | Geburtsort                     | Alter |
| ------- | ------------------------ | ------------------ | ---------- | ------------------------------ | ----- |
| 1       | Roth                     | Georg              | 19.11.1924 | Waldhütten                     | 20    |
| 2       | Biskup                   | Helmut             | 30.05.1928 | Oppeln (Oberschlesien)         | 16    |
| 3       | Veit                     | Otto Walter        | 07.01.1927 | Apollensdorf                   | 18    |
| 4       | Lakotta                  | Erich              | 12.11.1928 | Waldenstein (Niederösterreich) | 16    |
| 5       | Gwosdz                   | Stanislaus         | 11.11.1928 | Sandowitz (Oberschlesien)      | 16    |
| 6       | Kirchmeier               | Alfred Martin      | 06.09.1926 | Nürnberg                       | 18    |
| 7       | Flohr                    | Eduard Rudolf      | 05.03.1928 | Liebestal                      | 17    |
| 8       | Buehr                    | Willi              | 21.04.1926 | Oberhenenweide                 | 19    |
| 9       | Jülich                   | Ferdinand          | 02.09.1909 | Bonn                           | 35    |
| 10      | Schüller                 | Kurt Luthar Horst  | 27.01.1928 | Friedrichsgrün                 | 17    |
| 11      | Zobel                    | Emil               | 10.02.1928 | Riesenberg (Tschechien)        | 17    |
| 12      | Pretsch                  | Werner             | 28.07.1927 | Halle                          | 17    |
| 13      | Kura                     | Johannes           | 15.12.1928 | Odortal                        | 16    |
| 14      | Knittel                  | Erich              | 14.08.1928 | Ditterbach                     | 16    |
| 15      | Vomberg                  | Richard Karl Heinz | 01.11.1924 | Görlitz                        | 20    |
| 16      | Weber                    | Kurt Herbert       | 10.10.1928 | Neukirchen                     | 16    |
| 17      | Klinge                   | Robert Wilhelm     | 13.11.1928 | Westerkappeln                  | 16    |
| 18      | Zaremba                  | Harry Günther      | 28.09.1928 | Berlin                         | 16    |
| 19      | Noth                     | Jürgen             | 29.07.1928 | Stettin                        | 16    |
| 20      | Piwonn                   | Gottfried          | 06.04.1928 | Alteheide                      | 17    |
| 21      | Braatz                   | Paul               | 05.03.1928 | Romau (Ostpreußen)             | 17    |
| 22      | Hille                    | Werner             | 02.03.1928 | Hohenleina                     | 17    |
| 23      | Kramer                   | Otto Max           | 01.07.1928 | Lichtenstein                   | 16    |
| 24      | Zinke                    | Heinz Artur        | 25.02.1928 | Heudorf                        | 17    |
| 25      | Pastoors                 | Hermann            | 07.10.1924 | Oberhausen                     | 20    |
| 26      | Pyka                     | Karl Heinz         | 09.12.1927 | Vogelhamm                      | 17    |
| 27 – 36 | Zehn unbekannte Soldaten |                    |            |                                |       |

## Nachwirkungen
Mitte der 1980er Jahre wurde bekannt, dass sich Vertreter der zeitweilig als rechtsextremistisch vom Verfassungsschutz beobachteten Hilfsgemeinschaft auf Gegenseitigkeit der Angehörigen der ehemaligen Waffen-SS (HIAG) jährlich in Lippach trafen und auf dem Sammelgrab Kränze niederlegten. Nachdem dies auch in der örtlichen Presse thematisiert wurde, kam es zu öffentlichen Protesten gegen diese Treffen.
Im August 1986 fand auf Initiative des amerikanischen Generals Raymond Haddock (von 1988 bis 1990 Kommandant des amerikanischen Sektors von Berlin) eine Gedenkfeier statt, auf der er die Vorfälle bestätigte, mit Zeitzeugen sprach und „über Gräber hinweg um Freundschaft“ bat.
1997 richtete die Landtagsfraktion der Republikaner eine Anfrage an die Landesregierung von Baden-Württemberg bezüglich US-Kriegsverbrechen in Südwestdeutschland und ihre Verfolgung durch die Staatsanwaltschaft. Die Anfrage bezog sich auf die Ereignisse in Lippach und in zwei anderen Orten. Das Innenministerium gab daraufhin eine Stellungnahme ab, laut der man über in der Regionalpresse veröffentlichte Artikel hinaus keine genauen Kenntnisse zu Lippach habe. Für eventuelle Kriegsverbrechen der US-Soldaten sei eine deutsche Gerichtsbarkeit nicht gegeben. Die Landesregierung habe die zuständigen US-amerikanischen Stellen über das ihr bekannte Material unterrichtet.